# Egor Ligatchev
Egor Kouzmitch Ligatchev (en russe : Егор Кузьмич Лигачёв, Iegor Kouzmitch Ligatchiov), né le 29 novembre 1920 dans le gouvernement de Tomsk (RSFS de Russie) et mort le 7 mai 2021 à Moscou (Russie), est un haut fonctionnaire du Parti communiste de l'Union soviétique (PCUS). S'il était à l'origine un protégé de Mikhaïl Gorbatchev, Ligatchev se montra ensuite critique face à ses orientations politiques.

## Biographie
Egor Ligachev est né dans le village Doubinkino (gouvernement de Tomsk), aujourd'hui village du raïon de Tchoulim (oblast de Novossibirsk).
En 1937, il sort diplômé de l'école secondaire no 12 de Novossibirsk. En 1943, il obtient un diplôme de l'Institut d'aviation de Moscou.
Il devient membre du PCUS en 1944. En 1959, il devient secrétaire de Novossibirsk du Comité régional du PCUS. En 1961, il devient chef adjoint du Département du Comité central du PCUS. De 1965 à 1983, il est le premier secrétaire du comité régional du PCUS de Tomsk. Il est à la tête de l'oblast de Tomsk pendant 17 ans.
Pendant ses années à la tête de la région ont lieu d'importants projets de développement, comme des usines pétrochimiques, des élevages de volailles, des prélèvements d'eau souterraine, des trolleybus urbains (1967), des bus, l'Hôtel Tomsk, l'aéroport Bogachevo (1968), le Palais des sites et des sports (1970), le pont municipal sur Tom (1974) ou encore le théâtre dramatique (1978).
Membre du Comité central du PCUS de 1976 à 1990, il devient en 1983 chef de département du Comité central du PCUS, secrétaire du Comité central du PCUS (1983-1990), membre du Politburo (1985-1990). En 1993, il est vice-président - secrétaire de l'Union des partis communistes - PCUS.
De 1985 à 1991, il est considéré comme le no 2 du PCUS. Il s'est défendu d'être un conservateur, se présentant plutôt comme un « réaliste » par rapport à la perestroïka et à la glasnost mises en place par Mikhaïl Gorbartchev notamment à la suite de l'accident de Tchernobyl pour tenter de réformer économiquement et politiquement l'URSS tout en conservant le rôle du parti communiste dans un processus de démocratisation. Cette opération, en raison de l'opposition de groupement d'intérêts conservateurs comme la police politique, le PCUS et l'armée, aboutit à la dislocation de cette dernière. 
Il est affilié au PCFR depuis 1993, et député de la Douma de 2000 à 2003.
Veuf depuis 1997, il a un fils.
Il a écrit ses mémoires : À l'intérieur du Kremlin sous Gorbatchev : Mémoires de Egor Ligatchev.
Il est décédé le soir du 7 mai 2021 à Moscou,. Quelques jours auparavant, son état de santé s'était considérablement détérioré nécessitant une hospitalisation en soins intensifs et un placement sous respirateur artificiel en raison d'une pneumonie.

## Honneurs
- Deux fois l'ordre de Lénine (1970, 1980)
- Ordre de la révolution d'Octobre (1976)
- Ordre du Drapeau rouge du Travail (1948, 1967)
- Ordre de l'Insigne d'honneur (1957)
- Médaille de la Grande Guerre patriotique de 1941-1945 (1945)
- Médaille pour le développement des terres vierges (1957)
- Commémoration du 100e anniversaire de la naissance de Vladimir Ilitch Lénine (1970)
- 30 ans de la Victoire de la Grande guerre patriotique de 1941-1945

En 2000 il reçoit le titre honorifique de citoyen d'honneur de l'oblast de Tomsk.